# John Newman (judoka)
John Newman es un deportista británico que compitió en judo. Ganó dos medallas de oro en el Campeonato Europeo de Judo en los años 1957 y 1958.

## Palmarés internacional
| Campeonato Europeo | Campeonato Europeo      | Campeonato Europeo | Campeonato Europeo |
| Año                | Lugar                   | Medalla            | Categoría          |
| ------------------ | ----------------------- | ------------------ | ------------------ |
| 1957               | Róterdam (Países Bajos) | Medalla de oro     | 1.er dan           |
| 1958               | Barcelona (España)      | Medalla de oro     | 2.º dan            |